# Шавник
Шавник (на сръбски: Шавник или Šavnik) е малко градче и център на едноименната община в северната част на Черна гора. Населението му е около 570 души през 2003 г.

## География
Градът се намира по средата на регионалния път между Никшич (45 km) и Жабляк (15 km), а през Боан и Миоска е свързан с главния път - Подгорица до Колашин.

## Население
Според преброяването от 2011 г. има 472 жители.
| Година | Население |
| ------ | --------- |
| 1991   | 821       |
| 2003   | 570       |

Етнически състав според преброяването от 2003 г.:
| Етнос      | Брой | Процент |
| ---------- | ---- | ------- |
| Черногорци | 336  | 58,94%  |
| Сърби      | 171  | 30,0%   |
| Мюсюлманин | 5    | 0,87%   |
| Югославяни | 4    | 0,70%   |
| Македонци  | 1    | 0,17%   |
| Други      | 23   | 4,03%   |